# Antal Botond
Antal Botond (Budapest, 1991. augusztus 22. –) magyar labdarúgó, klub nélkül,  legutóbb a Tiszakécske kapusa volt.

## Pályafutása
2003 és 2007 között az Újpest FC-nél nevelkedett. 2007-től 2010-ig Angliában védett a Watford FC-nél. 2010-ben 4 éves szerződést írt alá a Kecskeméttel. 2014-ben egy éves kölcsönszerződést írt alá a Kaposvári Rákóczi FC csapatával. 2014-től 2021-ig 119 (ebből 104 bajnoki) mérkőzésen védte a Diósgyőri VTK kapuját. A 2021–22-es idényben a  Mezőkövesd Zsóry játékosa lett.